# Liste des planètes mineures non numérotées découvertes en mars 2020
Pour un article plus général, voir Liste des planètes mineures non numérotées découvertes en 2020.
Pour un article plus général, voir Liste des planètes mineures.
Cet article dresse la liste des planètes mineures (astéroïdes, centaures, objets transneptuniens et assimilés) non numérotées découvertes en mars 2020 dans l'ordre de leur découverte.
Au 15 janvier 2025, 661 077 des 1 434 993 planètes mineures répertoriées par le Centre des planètes mineures ne sont pas encore numérotées, soit 46,07 %.

## Rappel concernant la désignation provisoire
La désignation provisoire indique l'ordre de découverte de ces objets. En effet, cette désignation est composée de l'année de découverte (par exemple 2020) suivie de la quinzaine (demi-mois) de découverte (p.e. A = 1-15 janvier) puis de l'ordre de découverte dans cette quinzaine. Cet ordre est indiqué par une lettre et éventuellement un chiffre comme suit : A pour la première découverte, B pour la deuxième, ..., Z pour la 25e (le I n'est pas utilisé pour éviter la confusion avec 1), A1 pour la 26e, B1 pour la 27e, etc. , Z1 pour la 50e, A2 pour la 51e, B2 pour la 52e, etc. L'ordre de la numérotation ne suit donc pas l'ordre alphanumérique. 2020 AA1 suit ainsi 2020 AZ et précède 2020 AB1.

## Liste

### Du1erau 15 mars 2020
- 2020 EA
- 2020 EB
- 2020 EC
- 2020 ED
- 2020 EE
- 2020 EF
- 2020 EG
- 2020 EH
- 2020 EJ
- 2020 EK
- 2020 EM
- 2020 EN
- 2020 EO
- 2020 EP
- 2020 EQ
- 2020 ER
- 2020 ES
- 2020 ET
- 2020 EU
- 2020 EV
- 2020 EX
- 2020 EY
- 2020 EB1
- 2020 EC1
- 2020 ED1
- 2020 EG1
- 2020 EH1
- 2020 EK1
- 2020 EL1
- 2020 EM1
- 2020 EN1
- 2020 EO1
- 2020 EP1
- 2020 EQ1
- 2020 ER1
- 2020 ES1
- 2020 ET1
- 2020 EU1
- 2020 EX1
- 2020 EY1
- 2020 EZ1
- 2020 EA2
- 2020 EB2
- 2020 EC2
- 2020 ED2
- 2020 EE2
- 2020 EF2
- 2020 EG2
- 2020 EH2
- 2020 EJ2
- 2020 EK2
- 2020 EL2
- 2020 EM2
- 2020 EO2
- 2020 EP2
- 2020 ER2
- 2020 ES2
- 2020 ET2
- 2020 EU2
- 2020 EZ2
- 2020 EA3
- 2020 EC3
- 2020 EE3
- 2020 EF3
- 2020 EG3
- 2020 EH3
- 2020 EJ3
- 2020 EK3
- 2020 EM3
- 2020 EN3
- 2020 EO3
- 2020 EP3
- 2020 EQ3
- 2020 ER3
- 2020 ES3
- 2020 ET3
- 2020 EV3
- 2020 EW3
- 2020 EZ3
- 2020 EB4
- 2020 EC4
- 2020 ED4
- 2020 EF4
- 2020 EH4
- 2020 EL4
- 2020 EM4
- 2020 EN4
- 2020 EO4
- 2020 EP4
- 2020 EQ4
- 2020 ER4
- 2020 ES4
- 2020 ET4
- 2020 EU4
- 2020 EV4
- 2020 EW4
- 2020 EX4
- 2020 EY4
- 2020 EZ4
- 2020 EA5
- 2020 EB5
- 2020 EC5
- 2020 ED5
- 2020 EE5
- 2020 EF5
- 2020 EG5
- 2020 EH5
- 2020 EJ5
- 2020 EK5
- 2020 EL5

### Du 16 au 31 mars 2020
- 2020 FA
- 2020 FB
- 2020 FC
- 2020 FD
- 2020 FE
- 2020 FF
- 2020 FG
- 2020 FH
- 2020 FJ
- 2020 FK
- 2020 FL
- 2020 FM
- 2020 FN
- 2020 FO
- 2020 FP
- 2020 FQ
- 2020 FR
- 2020 FS
- 2020 FT
- 2020 FU
- 2020 FV
- 2020 FW
- 2020 FX
- 2020 FY
- 2020 FZ
- 2020 FA1
- 2020 FB1
- 2020 FC1
- 2020 FD1
- 2020 FE1
- 2020 FF1
- 2020 FG1
- 2020 FH1
- 2020 FJ1
- 2020 FK1
- 2020 FL1
- 2020 FM1
- 2020 FN1
- 2020 FO1
- 2020 FP1
- 2020 FQ1
- 2020 FR1
- 2020 FS1
- 2020 FT1
- 2020 FU1
- 2020 FV1
- 2020 FW1
- 2020 FX1
- 2020 FY1
- 2020 FZ1
- 2020 FA2
- 2020 FB2
- 2020 FC2
- 2020 FD2
- 2020 FE2
- 2020 FF2
- 2020 FH2
- 2020 FJ2
- 2020 FK2
- 2020 FL2
- 2020 FM2
- 2020 FN2
- 2020 FO2
- 2020 FQ2
- 2020 FR2
- 2020 FS2
- 2020 FT2
- 2020 FU2
- 2020 FV2
- 2020 FW2
- 2020 FX2
- 2020 FY2
- 2020 FZ2
- 2020 FA3
- 2020 FB3
- 2020 FC3
- 2020 FD3
- 2020 FE3
- 2020 FF3
- 2020 FG3
- 2020 FH3
- 2020 FJ3
- 2020 FK3
- 2020 FL3
- 2020 FM3
- 2020 FN3
- 2020 FO3
- 2020 FP3
- 2020 FQ3
- 2020 FR3
- 2020 FS3
- 2020 FT3
- 2020 FU3
- 2020 FV3
- 2020 FW3
- 2020 FX3
- 2020 FY3
- 2020 FZ3
- 2020 FA4
- 2020 FB4
- 2020 FC4
- 2020 FD4
- 2020 FE4
- 2020 FF4
- 2020 FG4
- 2020 FH4
- 2020 FJ4
- 2020 FK4
- 2020 FL4
- 2020 FM4
- 2020 FN4
- 2020 FO4
- 2020 FP4
- 2020 FQ4
- 2020 FS4
- 2020 FT4
- 2020 FU4
- 2020 FV4
- 2020 FW4
- 2020 FX4
- 2020 FY4
- 2020 FZ4
- 2020 FA5
- 2020 FB5
- 2020 FC5
- 2020 FD5
- 2020 FF5
- 2020 FG5
- 2020 FH5
- 2020 FJ5
- 2020 FK5
- 2020 FL5
- 2020 FM5
- 2020 FN5
- 2020 FO5
- 2020 FP5
- 2020 FR5
- 2020 FS5
- 2020 FT5
- 2020 FU5
- 2020 FV5
- 2020 FW5
- 2020 FY5
- 2020 FZ5
- 2020 FA6
- 2020 FB6
- 2020 FC6
- 2020 FD6
- 2020 FE6
- 2020 FF6
- 2020 FG6
- 2020 FH6
- 2020 FJ6
- 2020 FK6
- 2020 FL6
- 2020 FM6
- 2020 FP6
- 2020 FQ6
- 2020 FR6
- 2020 FS6
- 2020 FU6
- 2020 FV6
- 2020 FW6
- 2020 FX6
- 2020 FY6
- 2020 FZ6
- 2020 FA7
- 2020 FB7
- 2020 FC7
- 2020 FH7
- 2020 FJ7
- 2020 FO7
- 2020 FP7
- 2020 FQ7
- 2020 FV7
- 2020 FB8
- 2020 FC8
- 2020 FJ8
- 2020 FM8
- 2020 FR8
- 2020 FZ8
- 2020 FC9
- 2020 FD9
- 2020 FM9
- 2020 FO9
- 2020 FP9
- 2020 FQ9
- 2020 FS9
- 2020 FU9
- 2020 FV9
- 2020 FW9
- 2020 FZ9
- 2020 FD10
- 2020 FE10
- 2020 FF10
- 2020 FK10
- 2020 FL10
- 2020 FO10
- 2020 FP10
- 2020 FQ10
- 2020 FR10
- 2020 FS10
- 2020 FT10
- 2020 FV10
- 2020 FY10
- 2020 FB11
- 2020 FC11
- 2020 FD11
- 2020 FE11
- 2020 FF11
- 2020 FG11
- 2020 FH11
- 2020 FJ11
- 2020 FK11
- 2020 FL11
- 2020 FM11
- 2020 FN11
- 2020 FP11
- 2020 FR11
- 2020 FU11
- 2020 FV11
- 2020 FX11
- 2020 FY11
- 2020 FZ11
- 2020 FA12
- 2020 FB12
- 2020 FC12
- 2020 FD12
- 2020 FE12
- 2020 FF12
- 2020 FG12
- 2020 FK12
- 2020 FO12
- 2020 FP12
- 2020 FR12
- 2020 FU12
- 2020 FV12
- 2020 FX12
- 2020 FY12
- 2020 FZ12
- 2020 FC13
- 2020 FF13
- 2020 FG13
- 2020 FH13
- 2020 FL13
- 2020 FM13
- 2020 FO13
- 2020 FP13
- 2020 FR13
- 2020 FS13
- 2020 FX13
- 2020 FZ13
- 2020 FE14
- 2020 FF14
- 2020 FJ14
- 2020 FK14
- 2020 FL14
- 2020 FP14
- 2020 FQ14
- 2020 FR14
- 2020 FS14
- 2020 FT14
- 2020 FW14
- 2020 FY14
- 2020 FZ14
- 2020 FA15
- 2020 FB15
- 2020 FC15
- 2020 FD15
- 2020 FE15
- 2020 FF15
- 2020 FG15
- 2020 FH15
- 2020 FJ15
- 2020 FK15
- 2020 FL15
- 2020 FM15
- 2020 FN15
- 2020 FO15
- 2020 FP15
- 2020 FR15
- 2020 FS15
- 2020 FU15
- 2020 FV15
- 2020 FW15
- 2020 FX15
- 2020 FZ15
- 2020 FA16
- 2020 FB16
- 2020 FC16
- 2020 FD16
- 2020 FE16
- 2020 FF16
- 2020 FG16
- 2020 FH16
- 2020 FJ16
- 2020 FK16
- 2020 FL16
- 2020 FM16
- 2020 FN16
- 2020 FO16
- 2020 FP16
- 2020 FQ16
- 2020 FR16
- 2020 FT16
- 2020 FU16
- 2020 FV16
- 2020 FW16
- 2020 FX16
- 2020 FY16
- 2020 FZ16
- 2020 FA17
- 2020 FB17
- 2020 FC17
- 2020 FD17
- 2020 FE17
- 2020 FF17
- 2020 FG17
- 2020 FH17
- 2020 FJ17
- 2020 FK17
- 2020 FL17
- 2020 FM17
- 2020 FN17
- 2020 FO17
- 2020 FP17
- 2020 FQ17
- 2020 FR17
- 2020 FS17
- 2020 FU17
- 2020 FV17
- 2020 FW17
- 2020 FX17
- 2020 FY17
- 2020 FZ17
- 2020 FA18
- 2020 FB18
- 2020 FC18
- 2020 FD18
- 2020 FE18
- 2020 FF18
- 2020 FG18
- 2020 FJ18
- 2020 FK18
- 2020 FM18
- 2020 FN18
- 2020 FO18
- 2020 FP18
- 2020 FQ18
- 2020 FR18
- 2020 FS18
- 2020 FT18
- 2020 FU18
- 2020 FV18
- 2020 FW18
- 2020 FX18
- 2020 FY18
- 2020 FZ18
- 2020 FA19
- 2020 FB19
- 2020 FC19
- 2020 FE19
- 2020 FF19
- 2020 FG19
- 2020 FH19
- 2020 FJ19
- 2020 FK19
- 2020 FL19
- 2020 FM19
- 2020 FN19
- 2020 FO19
- 2020 FR19
- 2020 FS19
- 2020 FT19
- 2020 FU19
- 2020 FV19
- 2020 FW19
- 2020 FX19
- 2020 FY19
- 2020 FZ19
- 2020 FA20
- 2020 FB20
- 2020 FC20
- 2020 FD20
- 2020 FE20
- 2020 FF20
- 2020 FG20
- 2020 FH20
- 2020 FJ20
- 2020 FK20
- 2020 FL20
- 2020 FM20
- 2020 FN20
- 2020 FO20
- 2020 FP20
- 2020 FQ20
- 2020 FR20
- 2020 FS20
- 2020 FU20
- 2020 FV20
- 2020 FW20
- 2020 FX20
- 2020 FY20
- 2020 FZ20
- 2020 FA21
- 2020 FB21
- 2020 FD21
- 2020 FE21
- 2020 FF21
- 2020 FG21
- 2020 FH21
- 2020 FJ21
- 2020 FL21
- 2020 FM21
- 2020 FN21
- 2020 FO21
- 2020 FP21
- 2020 FQ21
- 2020 FR21
- 2020 FT21
- 2020 FU21
- 2020 FV21
- 2020 FW21
- 2020 FX21
- 2020 FY21
- 2020 FZ21
- 2020 FA22
- 2020 FB22
- 2020 FC22
- 2020 FD22
- 2020 FE22
- 2020 FF22
- 2020 FG22
- 2020 FJ22
- 2020 FK22
- 2020 FL22
- 2020 FM22
- 2020 FN22
- 2020 FO22
- 2020 FP22
- 2020 FQ22
- 2020 FR22
- 2020 FS22
- 2020 FU22
- 2020 FV22
- 2020 FW22
- 2020 FX22
- 2020 FZ22
- 2020 FA23
- 2020 FB23
- 2020 FC23
- 2020 FD23
- 2020 FE23
- 2020 FG23
- 2020 FH23
- 2020 FJ23
- 2020 FL23
- 2020 FN23
- 2020 FO23
- 2020 FP23
- 2020 FQ23
- 2020 FR23
- 2020 FS23
- 2020 FT23
- 2020 FU23
- 2020 FV23
- 2020 FW23
- 2020 FX23
- 2020 FY23
- 2020 FZ23
- 2020 FA24
- 2020 FB24
- 2020 FC24
- 2020 FD24
- 2020 FE24
- 2020 FF24
- 2020 FG24
- 2020 FH24
- 2020 FJ24
- 2020 FL24
- 2020 FN24
- 2020 FO24
- 2020 FP24
- 2020 FQ24
- 2020 FR24
- 2020 FT24
- 2020 FU24
- 2020 FV24
- 2020 FW24
- 2020 FY24
- 2020 FZ24
- 2020 FA25
- 2020 FB25
- 2020 FC25
- 2020 FD25
- 2020 FE25
- 2020 FF25
- 2020 FG25
- 2020 FH25
- 2020 FJ25
- 2020 FK25
- 2020 FL25
- 2020 FM25
- 2020 FN25
- 2020 FP25
- 2020 FQ25
- 2020 FR25
- 2020 FS25
- 2020 FU25
- 2020 FV25
- 2020 FW25
- 2020 FX25
- 2020 FY25
- 2020 FA26
- 2020 FB26
- 2020 FC26
- 2020 FE26
- 2020 FF26
- 2020 FG26
- 2020 FH26
- 2020 FJ26
- 2020 FK26
- 2020 FL26
- 2020 FM26
- 2020 FO26
- 2020 FQ26
- 2020 FR26
- 2020 FV26
- 2020 FW26
- 2020 FY26
- 2020 FZ26
- 2020 FB27
- 2020 FC27
- 2020 FE27
- 2020 FF27
- 2020 FH27
- 2020 FJ27
- 2020 FK27
- 2020 FM27
- 2020 FN27
- 2020 FO27
- 2020 FQ27
- 2020 FR27
- 2020 FS27
- 2020 FT27
- 2020 FU27
- 2020 FV27
- 2020 FW27
- 2020 FX27
- 2020 FY27
- 2020 FZ27
- 2020 FA28
- 2020 FC28
- 2020 FD28
- 2020 FE28
- 2020 FF28
- 2020 FG28
- 2020 FH28
- 2020 FJ28
- 2020 FK28
- 2020 FL28
- 2020 FM28
- 2020 FN28
- 2020 FO28
- 2020 FP28
- 2020 FQ28
- 2020 FR28
- 2020 FS28
- 2020 FT28
- 2020 FU28
- 2020 FW28
- 2020 FX28
- 2020 FY28
- 2020 FZ28
- 2020 FA29
- 2020 FB29
- 2020 FD29
- 2020 FE29
- 2020 FF29
- 2020 FG29
- 2020 FH29
- 2020 FJ29
- 2020 FK29
- 2020 FL29
- 2020 FM29
- 2020 FN29
- 2020 FO29
- 2020 FP29
- 2020 FQ29
- 2020 FS29
- 2020 FT29
- 2020 FU29
- 2020 FV29
- 2020 FW29
- 2020 FX29
- 2020 FZ29
- 2020 FA30
- 2020 FB30
- 2020 FC30
- 2020 FD30
- 2020 FE30
- 2020 FF30
- 2020 FG30
- 2020 FH30
- 2020 FJ30
- 2020 FK30
- 2020 FM30
- 2020 FN30
- 2020 FO30
- 2020 FQ30
- 2020 FR30
- 2020 FS30
- 2020 FT30
- 2020 FU30
- 2020 FW30
- 2020 FX30
- 2020 FY30
- 2020 FZ30
- 2020 FA31
- 2020 FB31
- 2020 FE31
- 2020 FG31
- 2020 FH31
- 2020 FJ31
- 2020 FL31
- 2020 FM31
- 2020 FN31
- 2020 FO31
- 2020 FP31
- 2020 FQ31
- 2020 FR31
- 2020 FS31
- 2020 FT31
- 2020 FU31
- 2020 FV31
- 2020 FW31
- 2020 FX31
- 2020 FY31
- 2020 FA32
- 2020 FB32
- 2020 FC32
- 2020 FD32
- 2020 FE32
- 2020 FG32
- 2020 FH32
- 2020 FJ32
- 2020 FO32
- 2020 FR32
- 2020 FS32
- 2020 FT32
- 2020 FU32
- 2020 FV32
- 2020 FW32
- 2020 FX32
- 2020 FY32
- 2020 FZ32
- 2020 FA33
- 2020 FB33
- 2020 FC33
- 2020 FD33
- 2020 FF33
- 2020 FG33
- 2020 FH33
- 2020 FJ33
- 2020 FK33
- 2020 FL33
- 2020 FN33
- 2020 FO33
- 2020 FP33
- 2020 FQ33
- 2020 FR33
- 2020 FS33
- 2020 FT33
- 2020 FU33
- 2020 FV33
- 2020 FW33
- 2020 FX33
- 2020 FY33
- 2020 FA34
- 2020 FB34
- 2020 FC34
- 2020 FD34
- 2020 FE34
- 2020 FF34
- 2020 FG34
- 2020 FH34
- 2020 FJ34
- 2020 FK34
- 2020 FL34
- 2020 FN34
- 2020 FO34
- 2020 FP34
- 2020 FQ34
- 2020 FR34
- 2020 FT34
- 2020 FW34
- 2020 FY34
- 2020 FZ34
- 2020 FC35
- 2020 FD35
- 2020 FE35
- 2020 FF35
- 2020 FG35
- 2020 FH35
- 2020 FJ35
- 2020 FL35
- 2020 FM35
- 2020 FO35
- 2020 FP35
- 2020 FQ35
- 2020 FR35
- 2020 FS35
- 2020 FT35
- 2020 FV35
- 2020 FW35
- 2020 FX35
- 2020 FY35
- 2020 FZ35
- 2020 FA36
- 2020 FB36
- 2020 FC36
- 2020 FD36
- 2020 FE36
- 2020 FF36
- 2020 FG36
- 2020 FH36
- 2020 FJ36
- 2020 FK36
- 2020 FM36
- 2020 FN36
- 2020 FP36
- 2020 FR36
- 2020 FS36
- 2020 FT36
- 2020 FU36
- 2020 FV36
- 2020 FW36
- 2020 FX36
- 2020 FZ36
- 2020 FA37
- 2020 FB37
- 2020 FC37
- 2020 FE37
- 2020 FF37
- 2020 FG37
- 2020 FH37
- 2020 FJ37
- 2020 FK37
- 2020 FM37
- 2020 FN37
- 2020 FP37
- 2020 FQ37
- 2020 FR37
- 2020 FS37
- 2020 FT37
- 2020 FU37
- 2020 FV37
- 2020 FW37
- 2020 FX37
- 2020 FY37
- 2020 FA38
- 2020 FC38
- 2020 FE38
- 2020 FF38
- 2020 FG38
- 2020 FH38
- 2020 FJ38
- 2020 FK38
- 2020 FL38
- 2020 FM38
- 2020 FN38
- 2020 FO38
- 2020 FQ38
- 2020 FR38
- 2020 FU38
- 2020 FV38
- 2020 FW38
- 2020 FZ38
- 2020 FA39
- 2020 FB39
- 2020 FC39
- 2020 FD39
- 2020 FE39
- 2020 FF39
- 2020 FG39
- 2020 FH39
- 2020 FJ39
- 2020 FK39
- 2020 FM39
- 2020 FN39
- 2020 FO39
- 2020 FP39
- 2020 FQ39
- 2020 FR39
- 2020 FS39
- 2020 FT39
- 2020 FU39
- 2020 FV39
- 2020 FW39
- 2020 FX39
- 2020 FY39
- 2020 FZ39
- 2020 FA40
- 2020 FC40
- 2020 FD40
- 2020 FE40
- 2020 FF40
- 2020 FG40
- 2020 FH40
- 2020 FJ40
- 2020 FK40
- 2020 FL40
- 2020 FM40
- 2020 FN40
- 2020 FO40
- 2020 FP40
- 2020 FQ40
- 2020 FR40
- 2020 FS40
- 2020 FT40
- 2020 FU40
- 2020 FV40
- 2020 FW40
- 2020 FX40
- 2020 FY40
- 2020 FZ40
- 2020 FA41
- 2020 FB41
- 2020 FC41
- 2020 FD41
- 2020 FE41
- 2020 FF41
- 2020 FK41
- 2020 FL41
- 2020 FM41
- 2020 FN41
- 2020 FP41
- 2020 FQ41
- 2020 FR41
- 2020 FS41
- 2020 FT41
- 2020 FU41
- 2020 FV41
- 2020 FW41
- 2020 FX41
- 2020 FY41
- 2020 FZ41
- 2020 FA42
- 2020 FB42
- 2020 FD42
- 2020 FE42
- 2020 FF42
- 2020 FJ42
- 2020 FK42
- 2020 FL42
- 2020 FN42
- 2020 FO42
- 2020 FP42
- 2020 FQ42
- 2020 FR42
- 2020 FS42
- 2020 FT42
- 2020 FU42
- 2020 FV42
- 2020 FW42
- 2020 FX42
- 2020 FY42
- 2020 FA43
- 2020 FB43
- 2020 FC43
- 2020 FD43
- 2020 FE43
- 2020 FF43
- 2020 FG43
- 2020 FH43
- 2020 FJ43
- 2020 FK43
- 2020 FL43
- 2020 FM43
- 2020 FN43
- 2020 FO43
- 2020 FP43
- 2020 FQ43
- 2020 FR43
- 2020 FS43
- 2020 FT43
- 2020 FV43
- 2020 FW43
- 2020 FX43
- 2020 FA44
- 2020 FB44
- 2020 FC44
- 2020 FD44
- 2020 FE44
- 2020 FG44
- 2020 FH44
- 2020 FJ44
- 2020 FK44
- 2020 FL44
- 2020 FN44
- 2020 FO44
- 2020 FP44
- 2020 FQ44
- 2020 FR44
- 2020 FS44
- 2020 FT44
- 2020 FU44
- 2020 FV44
- 2020 FX44
- 2020 FY44
- 2020 FA45
- 2020 FB45
- 2020 FC45
- 2020 FD45
- 2020 FF45
- 2020 FG45
- 2020 FH45
- 2020 FJ45
- 2020 FK45
- 2020 FL45
- 2020 FM45
- 2020 FN45
- 2020 FO45
- 2020 FP45
- 2020 FQ45
- 2020 FR45
- 2020 FS45
- 2020 FT45
- 2020 FU45
- 2020 FV45
- 2020 FW45
- 2020 FX45
- 2020 FY45
- 2020 FZ45
- 2020 FA46
- 2020 FB46
- 2020 FC46
- 2020 FD46
- 2020 FE46
- 2020 FF46
- 2020 FG46
- 2020 FH46
- 2020 FJ46
- 2020 FK46
- 2020 FL46
- 2020 FM46
- 2020 FN46
- 2020 FO46
- 2020 FP46
- 2020 FQ46
- 2020 FR46
- 2020 FS46
- 2020 FT46
- 2020 FU46
- 2020 FV46
- 2020 FW46
- 2020 FX46
- 2020 FY46
- 2020 FZ46
- 2020 FA47
- 2020 FB47
- 2020 FC47
- 2020 FD47
- 2020 FE47
- 2020 FF47
- 2020 FG47
- 2020 FH47
- 2020 FJ47
- 2020 FK47
- 2020 FL47
- 2020 FM47
- 2020 FN47
- 2020 FO47
- 2020 FP47
- 2020 FQ47
- 2020 FR47
- 2020 FS47
- 2020 FT47
- 2020 FU47
- 2020 FV47
- 2020 FW47
- 2020 FX47
- 2020 FY47
- 2020 FZ47
- 2020 FA48
- 2020 FB48
- 2020 FC48
- 2020 FD48
- 2020 FE48
- 2020 FF48
- 2020 FG48
- 2020 FH48
- 2020 FJ48
- 2020 FK48
- 2020 FL48
- 2020 FM48
- 2020 FN48
- 2020 FO48
- 2020 FP48
- 2020 FQ48
- 2020 FR48
- 2020 FS48
- 2020 FT48
- 2020 FV48
- 2020 FW48
- 2020 FX48
- 2020 FY48
- 2020 FZ48
- 2020 FA49
- 2020 FB49
- 2020 FC49
- 2020 FD49
- 2020 FE49
- 2020 FF49
- 2020 FG49
- 2020 FH49
- 2020 FJ49
- 2020 FK49
- 2020 FL49
- 2020 FM49
- 2020 FN49
- 2020 FO49
- 2020 FP49
- 2020 FQ49
- 2020 FR49
- 2020 FS49